# Ministerie van Financiën (Nederland)

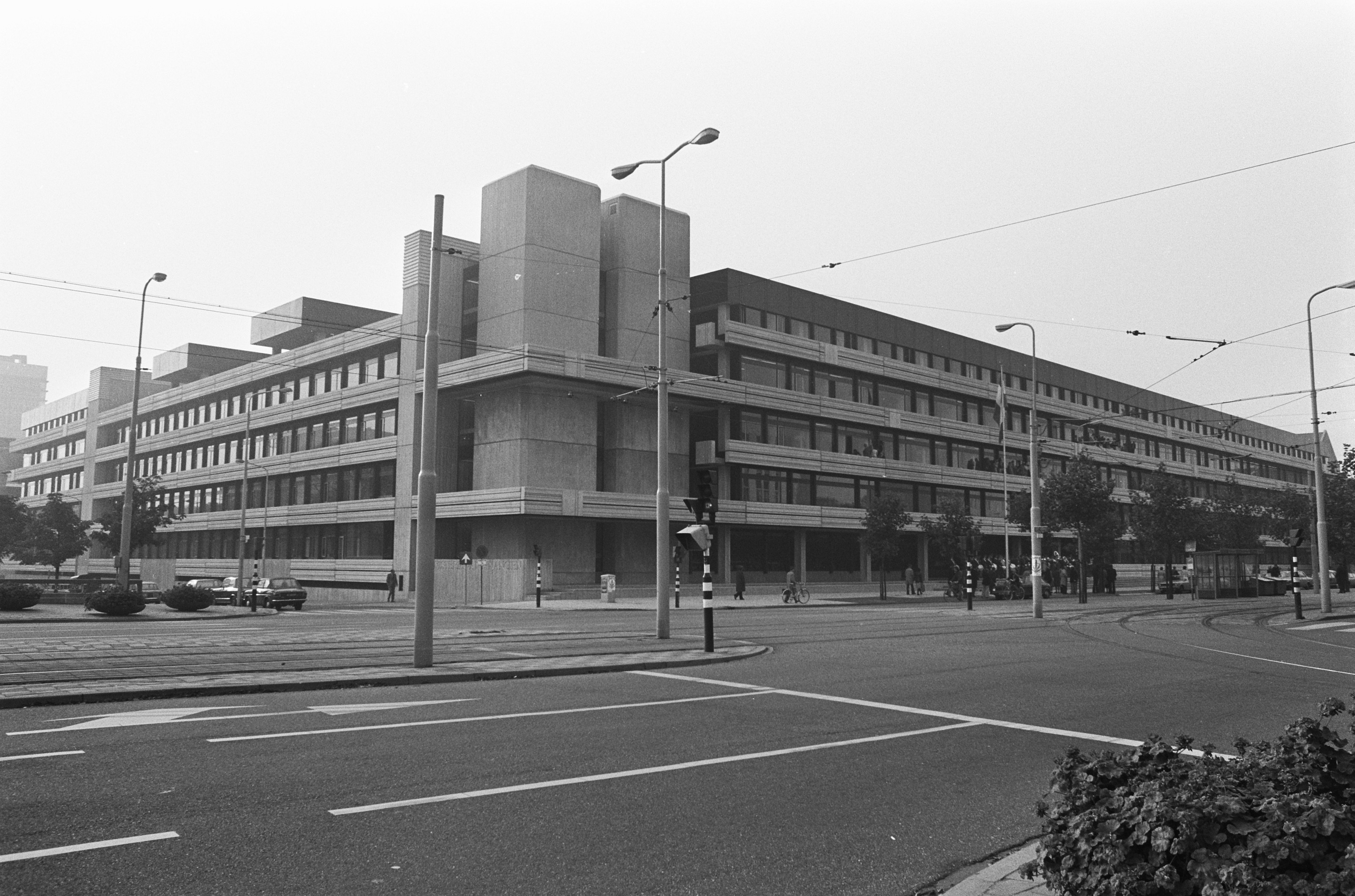
De huisvesting in 1975

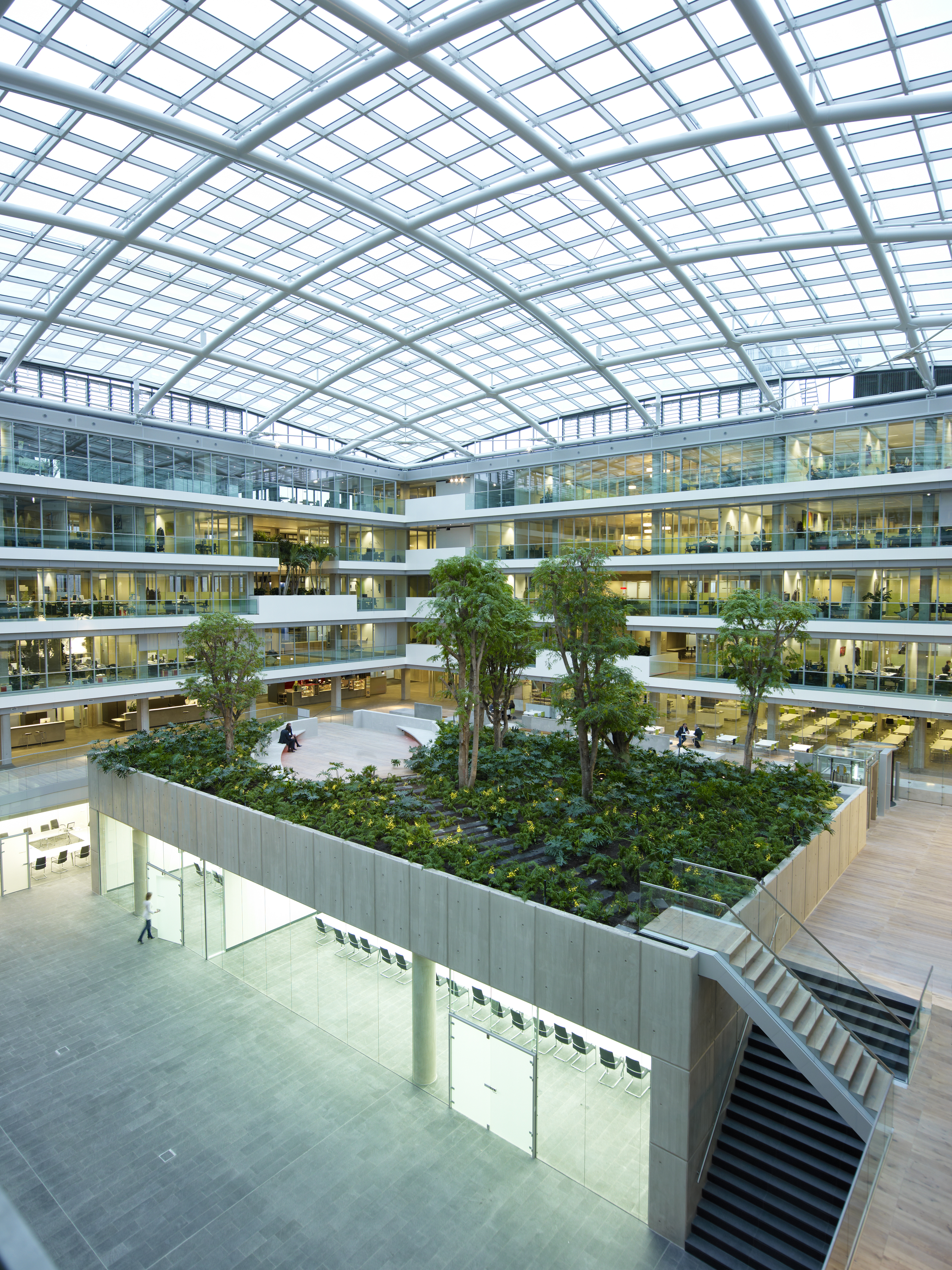
Atrium,vergaderzalen en binnentuin

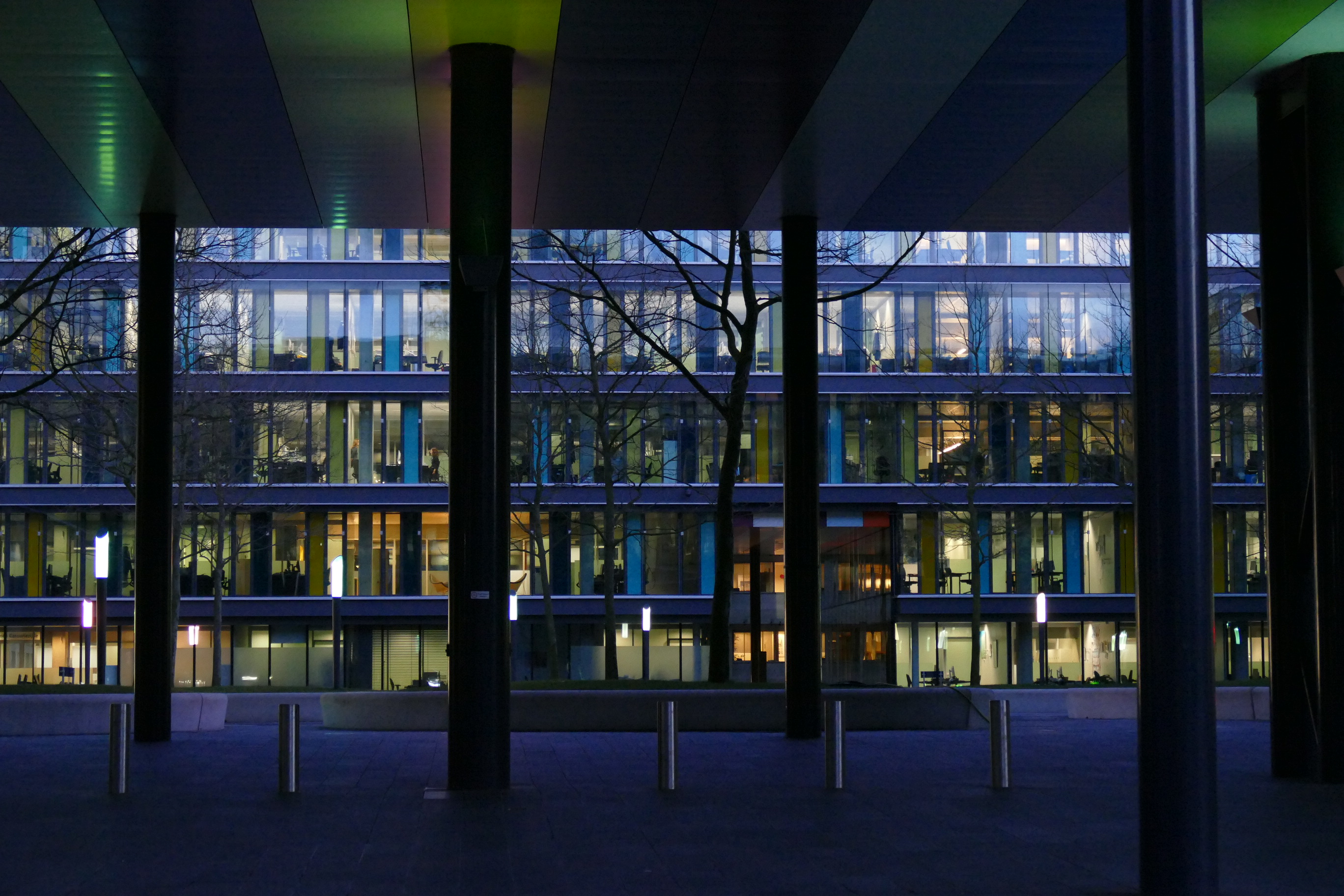
De grote poort met zicht op De Platanenhof

Het ministerie van Financiën is in Nederland het ministerie dat zich bezighoudt met de financiën van het land: de begroting, de belastingen en de staatskas. Sinds de aantreding van het kabinet-Schoof is Eelco Heinen (VVD) de minister van Financiën. De huidige staatssecretarissen zijn Tjebbe van Oostenbruggen (NSC, Fiscaliteit, Belastingdienst en Douane) en Sandra Palmen (NSC, Herstel en Toeslagen). De secretaris-generaal is Bas van den Dungen.

## Taken
Het ministerie van Financiën is verantwoordelijk voor de inkomsten en uitgaven van het Rijk. Het ziet erop toe dat het geld van de Nederlandse overheid doelmatig wordt besteed.
Tevens is het ministerie van Financiën verantwoordelijk voor het binnenlands financieel-economisch beleid, dat wil zeggen de grote lijnen van de inkomsten en uitgaven van bedrijven en burgers.
Het ministerie houdt verder toezicht op het functioneren van de financiële markten, de financiële instellingen en het betalingsverkeer.
Ten slotte is het ministerie verantwoordelijk voor de afstemming van het financieel-economisch beleid op Europees en mondiaal niveau.

## Organisatie
Organisatorisch is de taakverdeling per 20 juli 2022 volgt:
- directoraat-generaal Belastingdienst: uitvoering van de belastingheffing
- directoraat-generaal Douane: houdt (onder meer) toezicht op het EU-grensoverschrijdende goederenverkeer en heft en int invoerrechten en belastingen
- directoraat-generaal Fiscale Zaken: fiscale wetgeving
- directoraat-generaal Rijksbegroting: rijksbegroting
- directoraat-generaal Toeslagen: financiële bijdrage levensvoorzieningen
- Generale Thesaurie: financieel-economisch beleid, waaronder het Agentschap van de Generale Thesaurie; aan het hoofd staat de thesaurier-generaal
- het cluster van de secretaris-generaal (SG-cluster): ondersteunt de directoraten-generaal. Het bestaat uit zes ministeriebreed opererende directies en uit de rijksbrede onderelen Auditdienst Rijk en Domeinen Roerende Zaken (DRZ).

Bij het ministerie van Financiën te Den Haag werken circa 1400 mensen. Er is daarnaast ook een aantal decentrale onderdelen, zoals:
- De 30.000 medewerkers van de Belastingdienst, de Douane en de Dienst Toeslagen die in regiokantoren in het hele land werken.
- De FIOD (valt onder de Belastingdienst).
- DRZ (beheert de roerende zaken van de Rijksoverheid).

De minister van Financiën is verantwoordelijk voor het financieel-economisch beleid en de begrotingstaken. Een (of meerdere) staatssecretaris(sen) is/zijn verantwoordelijk voor het fiscale beleid en voor de Belastingdienst, het muntwezen en de DRZ.

## Huisvesting
Het ministerie van Financiën is gevestigd aan het Korte Voorhout 7 te Den Haag, in een opvallend gebouw dat het in Nederland bekendste voorbeeld is van het representatief bouwen in ruw beton, op een wijze die enigszins verwant is aan het brutalisme. Het complex werd gebouwd in de jaren 70 op een open plek waar het Paleis van Justitie door het bombardement op het Bezuidenhout was verwoest. De nieuwbouw uit de jaren 70 van de 20e eeuw was een ontwerp van Rijksbouwmeester Jo Vegter en diens assistent Mart Bolten.
Van 2006-2008 is dit pand in opdracht van de Rijksgebouwendienst ingrijpend gerenoveerd via een publiek-private constructie. Het ministerie zat tijdens de renovatie in het Prinsenhof in de wijk Bezuidenhout. Op 1 november 2008 trok de eerste afdeling weer in het vernieuwde gebouw.
Het huidige gebouw heeft een meer open karakter gekregen. De buitenkant heeft veel glas, waardoor ook de wintertuin op de hoek en een kleinere tuin op de bovenste verdieping te zien zijn. De binnentuin op de begane grond is tijdens kantooruren opengesteld en wordt de Platanenhof genoemd.
De garages zijn gedeeltelijk vervangen door vergaderzalen, maar zij zijn ook rondom uitgebreid, zodat geen parkeerplaatsen verloren zijn gegaan. Bezoekers van de Koninklijke Schouwburg kunnen van een deel van deze garage gebruikmaken. Een aantal plaatsen wordt aan omwonenden verhuurd.

### Voormalig Paleis van Justitie
Het vroegere paleis van Prins Frederik (de broer van Koning Willem II) was een ontwerp van de Rijksbouwmeester der Landsgebouwen te Brussel, Charles Vander Straeten, en zijn Haagse assistent Adriaan Noordendorp. De Staat kocht het paleis en de bijbehorende grond in 1900 ten behoeve van de huisvesting van het Paleis van Justitie; erachter werd een Huis van Bewaring opgetrokken naar ontwerp van de Hoofdingenieur-Architect der Gevangenissen en Gerechtsgebouwen, Willem Metzelaar. Justitie had tot het bombardement van 1945 huisnummer 11.

## Geschiedenis
Het ministerie van Financiën is een van de oudste ministeries (samen met Buitenlandse/Binnenlandse Zaken, Justitie en Defensie). Het bestaat sinds 1798 (een schatkistbewaarder bestaat al sinds 1588), toen de regering het Uitvoerend Bewind heette in de Bataafse Republiek.
Het ontstaan van het ministerie van Financiën viel samen met het van kracht worden van de Staatsregeling voor het Bataafsche Volk in 1798. Deze Staatsregeling wordt wel beschouwd als de eerste Grondwet van Nederland. Door de Staatsregeling verdween de Republiek der Zeven Verenigde Nederlanden en ontstond een eenheidsstaat. In de Staatsregeling werden ook enkele Agenten (ministers) ingesteld, waaronder een Agent van Financiën. Onder leiding van de eerste Agent van Financiën, Alexander Gogel, werd het eerste nationale belastingstelsel ontworpen, dat in 1806 werd ingevoerd. Met deze belastingwet wilde Gogel de belastingdruk in de verschillende provincies gelijk maken. Ook kwam er een centraal geleid ambtelijk apparaat om de belastingen te innen.
De verschillende wisselingen van het staatsbestel, zoals de inlijving van Nederland bij Frankrijk door Napoleon in 1810, tastten de continuïteit van een instituut voor het beheer van de staatsfinanciën niet aan. De Prins van Oranje die na de nederlaag van Napoleon naar Nederland terugkeerde, stelde op 1 januari 1814 ook een departement in voor de nationale financiën, "gelet op de dringende noodzakelijkheid, om aan het bestuur der financtien te geven een’ geregelden vorm, en, om uit het oogpunt der financtiële eenheid, alle administratiën te concentreren en te brengen onder eene algemeene beheering en surveillance, ten einde den ophef der belastingen te verzekeren, daar door ’s lands kas te stijven en alle desorders, en fraudes te weren".
De minister van Financiën kreeg steeds meer een toezichthoudende rol op de uitgaven van de andere ministeries. In 1906 bood de minister van Financiën op Prinsjesdag een "Nota betreffende den toestand van 's Lands financiën" aan de Staten-Generaal aan. Deze nota is de geschiedenis ingegaan als de eerste Miljoenennota. In 1927 komt de eerste Comptabiliteitswet in Nederland tot stand, die de minister van Financiën een toezichthoudende rol op de begrotingen van alle ministeries toeschreef.
In 1959 kwam de Algemene wet inzake rijksbelastingen (AWR) tot stand, die burgers onder meer de mogelijkheid gaf om tegen een belastingaanslag bezwaar of beroep aan te tekenen.

## Aandeelhouder

### Aandelen in het beheer van het ministerie
Het ministerie van Financiën is voor het overgrote deel van de staatsdeelnemingen de aandeelhouder namens de Nederlandse staat. Het ministerie is (mede-)eigenaar van de volgende bedrijven:
- ABN AMRO Bank N.V. (circa 56%)
- De Nederlandsche Bank (100%)
- Bank Nederlandse Gemeenten (BNG) (50%)
- FMO (51%)
- Nederlandse Waterschapsbank (NWB) (17,2%)
- Nederlandse Spoorwegen (NS) (100%)
- Havenbedrijf Rotterdam (29,17%)
- Luchthaven Schiphol (69,77%)
- KLM (5,92%)
- Air France-KLM (9,3% met een stemrecht van 13,8%)
- Nederlandse Gasunie (100%)
- Volksbank (100%)
- TenneT (100%)
- Ultra Centrifuge Nederland (100%)
- Centrale Organisatie voor Radio-actief Afval (COVRA) (100%)
- Thales Nederland (1%)
- SRH (100%)
- Holland Casino (100%)
- Nederlandse Loterij (99%)
- RFS Holdings (1,25%)
- Invest International (51%)
- Invest-NL (100%)
- De Nederlandse Investeringsbank Voor Ontwikkelingslanden (NIO) (100%)

### Overige staatsdeelnemingen
Overige staatsdeelnemingen, deze worden dus niet beheerd door het ministerie van Financiën.
- Energie Beheer Nederland B.V. (100%) | Beheer door: Ministerie van Economische Zaken en Klimaat (EZK)
- N.V. Noordelijke Ontwikkelingsmaatschappij (50,0%) | Beheer door: Min. EZK
- N.V. Industriebank LIOF (50%) | Beheer door: Min. EZK
- N.V. Brabantse Ontwikkelingsmaatschappij (49,9%) | Beheer door: Min. EZK
- Ontwikkelingsmaatschappij Oost Nederland (Oost NL) (52,9%) | Beheer door: Min. EZK
- Investeringsfonds Zeeland (47,3%) | Beheer door: Min. EZK
- ROM InWest (49,9%) | Beheer door: Min. EZK
- ROM Regio Utrecht (46,6%) | Beheer door: Min. EZK
- GasTerra B.V. (10,0%) | Beheer door: Min. EZK
- InnovationQuarter B.V. (45,1%) | Beheer door: Min. EZK
- INSTEX (4,2%) | Beheer door: Ministerie van Buitenlandse Zaken (BZ)
- IntraVacc (100%) | Beheer door: Ministerie van Volksgezondheid, Welzijn en Sport (VWS)
- NS Railinfratrust B.V. (100%) | Beheer door: Min. IenW
- Bonaire Brandstof Terminals (100%) | Beheer door: Min. EZK
- Saba Statia Cable System (SSCS) (100%) | Beheer door: Min. EZK

### Overgenomen belangen van de Nederlandse Antillen
Deze aandelen belangen zijn tijdelijk overgenomen door de Nederlandse Staat. De correcte invulling moet nog plaatsvinden.
- Dutch Carribean Air Navigation Service Provider (DC-ANSP) (7,95%) | Beheer door: Min. IenW
- Saba Bank Resources NV (2,8%) | Beheer door: Min. EZK
- Windward Islands Airways International NV (7,95%) | Beheer door Min. IenW

## Trivia
- De Bethlehemkliniek voor kraamvrouwen stond van 1923 tot 1965 aan de Prinsessegracht 8, daar waar nu een deel van het ministerie staat. Binnen, in de gang van het ministerie, hangen een foto en een herinneringsplaat.